# شونبرگ ۴۵۲۷
سیارک ۴۵۲۷ (به انگلیسی: 4527 Schoenberg، نامگذاری:1982OK) چهار هزار و پانصد و بیست و هفتمین سیارک کشف شده‌است که در ۲۴ ژوئیه ۱۹۸۲ کشف شد.
قدر مطلق سیارک برابر ۱۴٫۰۰ است.